# Tersilochus caudatus
Tersilochus caudatus là một loài tò vò trong họ Ichneumonidae.